# Communauté de communes du Quercy Blanc
Die Communauté de communes du Quercy Blanc ist ein französischer Gemeindeverband mit der Rechtsform einer Communauté de communes im Département Lot in der Region Okzitanien. Sie wurde am 1. Januar 2014 gegründet und umfasst zehn Gemeinden (Stand: 1. Januar 2019). Der Verwaltungssitz befindet sich im Ort Castelnau Montratier-Sainte Alauzie.

## Mitgliedsgemeinden
| Gemeinde                               | Einwohner 1. Januar 2022 | Fläche km² | Dichte Einw./km² | Code INSEE | Postleitzahl |
| -------------------------------------- | ------------------------ | ---------- | ---------------- | ---------- | ------------ |
| Barguelonne-en-Quercy                  | 706                      | 46,11      | 15               | 46263      | 46800        |
| Castelnau Montratier-Sainte Alauzie    | 1.827                    | 84,76      | 22               | 46063      | 46170        |
| Cézac                                  | 178                      | 17,34      | 10               | 46069      | 46170        |
| Lendou-en-Quercy                       | 620                      | 42,46      | 15               | 46262      | 46800        |
| Montcuq-en-Quercy-Blanc                | 1.812                    | 78,23      | 23               | 46201      | 46800        |
| Montlauzun                             | 121                      | 6,48       | 19               | 46206      | 46800        |
| Pern-Lhospitalet                       | 925                      | 40,31      | 23               | 46172      | 46170        |
| Porte-du-Quercy                        | 534                      | 49,02      | 11               | 46033      | 46800        |
| Saint-Paul-Flaugnac                    | 981                      | 51,15      | 19               | 46103      | 46170        |
| Communauté de communes du Quercy Blanc | 7.704                    | 415,86     | 19               | –          | –            |

## Änderungen im Gemeindebestand
2025:
- Fusion Lhospitalet und Pern → Pern-Lhospitalet

2019:
- Fusion Saint-Daunès, Bagat-en-Quercy und Saint-Pantaléon → Barguelonne-en-Quercy
- Fusion Le Boulvé, Fargues, Saint-Matré und Saux → Porte-du-Quercy

2018:
- Fusion Lascabanes, Saint-Cyprien und Saint-Laurent-Lolmie → Lendou-en-Quercy